# Emoscambio

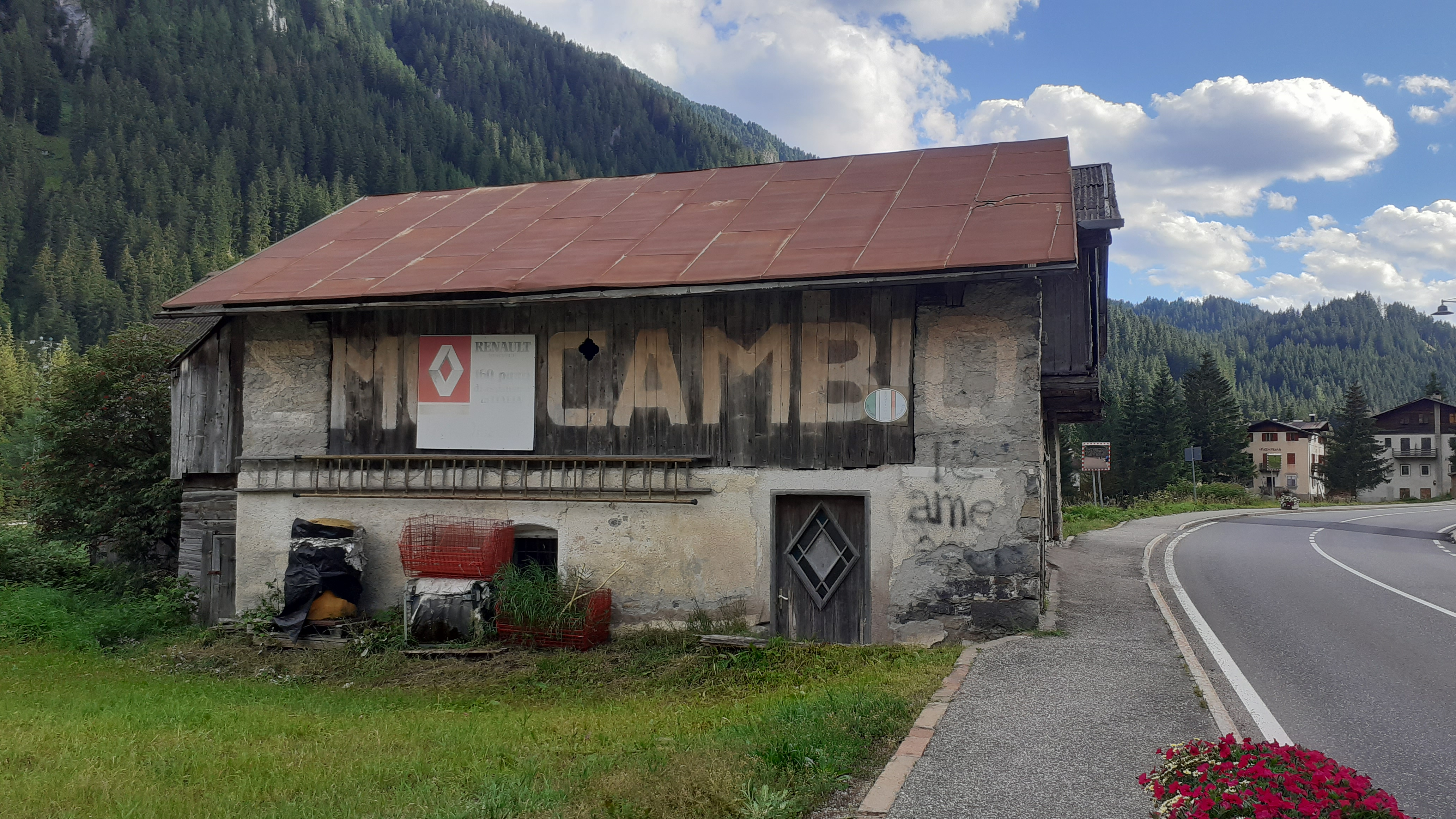
Scritta "ΣMOSCAMBIO" su di un edificio nel comune di Mazzin in Val di Fassa ancora esistente, benché parzialmente coperta, a luglio 2022

Col termine emoscambio (composto del greco αἷμα, hàima, sangue, e dell'italiano scambio: quindi "scambio di sangue") si indica un fenomeno avvenuto negli anni settanta e ottanta consistente nella diffusione di scritte murali visibili lungo diverse autostrade italiane, su viadotti e cascine, specie nell'Italia settentrionale. La parola era sempre scritta in tutte maiuscole, e la "E" iniziale aveva la forma d'un sigma greco maiuscolo ("ΣMOSCAMBIO"); accanto alla scritta vi era un numero telefonico di Milano. L'origine di tali scritte si ritiene sia dovuta a un gruppo fondato da Vito Cosmaj (o Cosmai), un guru milanese che inoltre diffondeva volantini a nome di un autoproclamato "Istituto Italiano di Fisiologia". Cosmaj scrisse tre libri sulle sue teorie, ma delle sue pubblicazioni non rimane più traccia. Non è chiaro se sia mai effettivamente riuscito a mettere in pratica le sue "teorie fisiologiche".

## Le idee
A un'interrogazione parlamentare presentata dal deputato democristiano Mario Gargano il 13 novembre 1973, in cui si domandava se non fosse opportuno indagare il "Centro studi emodinamismo" per vilipendio della religione, il sottosegretario all'interno Ernesto Pucci rispose che il centro era nato nel settembre 1971 per diffondere la pratica dello scambio del sangue, e che Cosmaj era già in attesa di processo penale per tale crimine, in seguito a una perquisizione nella sua casa e al sequestro di volantini, da parte della questura di Milano, nel novembre 1972.
Nella sua propaganda, Cosmaj sosteneva che periodici scambi di sangue tra persone di sesso opposto avrebbero potuto allungare la vita di entrambi, fino al punto di rendere raggiungibile l'immortalità.
L'unico testo di Cosmaj che ci sia giunto è un volantino di alcune pagine, che illustra una bizzarra teoria, fondata su una tecnica sessuale chiamata in sigla "T.A.F." ("Tecnica dell'Amplesso Fisiologico"): la tecnica consiste nell'osservare nel coito la posizione sessuale che assumono tutti gli animali, in piedi, con l'uomo che prende da dietro la donna piegata in avanti. Nel volantino si pubblicizza un "addottorato", o laurea, in T.A.F., da conseguire tramite una prova assurda (la consumazione dell'amplesso in bilico su un letamaio). Il volantino aveva anche altri contenuti provocatòri, come una finta pubblicità di una cintura di castità e varie invettive contro la Chiesa e il cristianesimo.
Inoltre nello stesso volantino si fa riferimento a uno dei tre libri di Cosmaj, Il Vangelo secondo Vito Cosmaj, raccolta di oltre 300 "verità" (o epigrammi, o aforismi) che l'I.I.D.F avrebbe inviato a chi offrisse non meno di 10.000 lire, indirizzate al solito indirizzo postale di Milano. In quest'opera erano contenuti pensieri come questo: «La merda diventa concime o letame se la teniamo esposta alla luce del sole ed alle intemperie, se la nascondiamo diventa virus infetto».
Le scritte sui muri hanno garantito all’emoscambio una certa popolarità anche letteraria, e sembra che Cosmaj stesso avesse modo di protestare contro la Lega Nord, colpevole a suo dire di aver plagiato il suo metodo di propaganda con le scritte analoghe "Lega Nord Padania" dipinte a grandi lettere in giro per l'Italia settentrionale. Il movimento (se di movimento si può parlare) s'è esaurito nel corso degli anni novanta con la morte di Cosmaj, avvenuta il 2 febbraio 1999.